# Лепсиус, Сабина
Саби́на Ле́псиус (нем. Sabine Lepsius, урожд. Сабина Греф (нем. Sabine Graef); 15 января 1864, Берлин — 22 ноября 1942, Байройт, Бавария) — немецкая художница-портретистка, представитель реализма.

## Биография
Дочь художников Густава Грефа и Франциcки Либрейх (1824—1893). Сестра археолога и искусствоведа Бото Грефа, племянница офтальмолога Рихарда Либрейха и фармаколога Оскара Либрейха.
Первые уроки живописи получила под руководством отца.
В 1902 вышла замуж за художника-портретиста, члена Прусской академии искусств Рейнгольда Лепсиуса. Вместе с мужем были популярными живописцами начала XIX века.
В их доме собирался литературно-художественный салон, который посещали многие видные представители культуры и науки Берлина, в том числе Стефан Георге, Вильгельм Дильтей, Георг Зиммель, Эрнст Курциус, Август Эндель и многие другие.
В 1935 г. опубликовала книгу воспоминаний о своей дружбе с поэтом Стефаном Георге (Stefan George : Geschichte einer Freundschaft).